# Public Service Enterprise Group

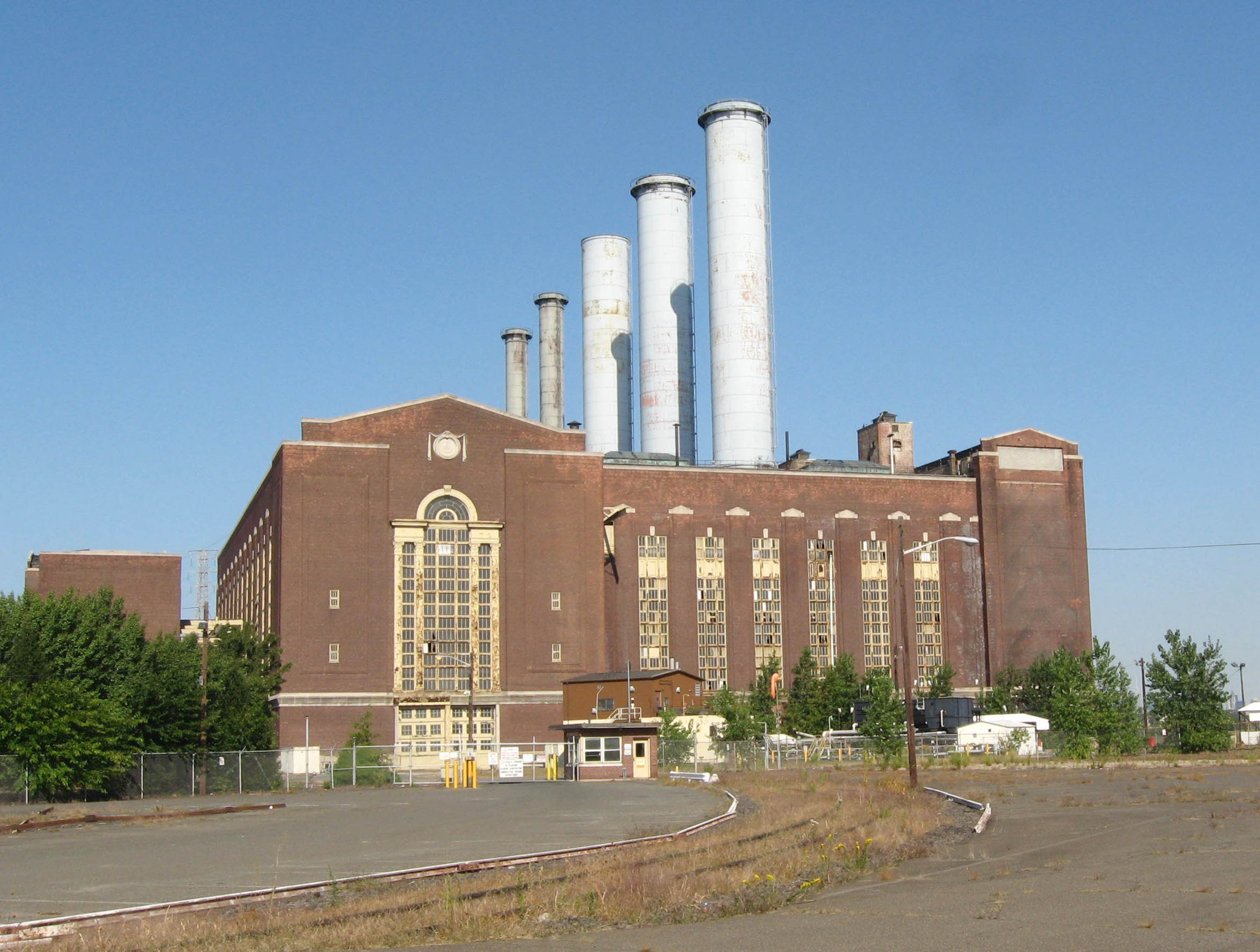
Planta de Kearny.

Public Service Enterprise Group, comúnmente conocida como PSEG, y originalmente conocida como Public Service Corporation of New Jersey y después como Public Service Electric and Gas Company, es una empresa de servicios básicos de electricidad y gas en el estado de Nueva Jersey, Estados Unidos. Es la empresa de servicios básicos más antigua y grande de Nueva Jersey. Su sede central se encuentra en Newark.
PSEG actualmente sirve a casi tres cuartos de la población de Nueva Jersey en un área de servicio consistente de un corredor diagonal de 6.700 kilómetros cuadrados a través del estado desde el Condado de Bergen hasta el Condado de Gloucester. PSE&G es el mayor proveedor de servicios eléctricos y de gas, teniendo 1,7 millones de clientes de gas y 2,1 millones de clientes de electricidad en más de 300 comunidades urbanas, suburbanas y rurales, incluyendo las 6 ciudades más grandes del estado de Nueva Jersey.

## Historia
The Public Service Corporation fue creada en 1903 debido a la unión de más de 400 empresas de gas, electricidad y transportes en Nueva Jersey. Fue renombrada como Public Service Electric and Gas Company en 1948. Las operaciones de transportes de la actual PSE&G fueron adquiridas por Nueva Jersey en 1980, dejando a PSE&G exclusivamente en el negocio de los servicios básicos.
En junio de 2005, la adquisición de PSEG por parte de Exelon, un conglomerado de servicios básicos con sede en Chicago y Filadelfia, fue aprobada por la Comisión Federal Regulatoria de Energía; sin embargo, el trato nunca se consumó y finalmente se disolvió luego de que se supo que el acuerdo no obtendría la aprobación regulatoria del estado.

## Medioambiente
En 2001, PSEG recibió los Premios de Excelencia del NOAA y Walter B. Jones Memorial en Administración de Recursos Costeros y Oceánicos en la categoría de Excelencia en Liderazgo Empresarial por su Programa de Mejoramiento de Estuarios.
Investigadores de la Universidad de Massachusetts Amherst han identificado a PSEG como la 48.ª mayor empresa productora de polución del aire en los Estados Unidos, con cerca de 5 millones de libras de químicos tóxicos liberados al aire. Entre los principales contaminantes encontrados en el estudio se incluyen componentes de manganeso, cromo y níquel, además de ácidos sulfúrico e hidroclórico.